# Манга шонен
Манга шонен или само шонен (јап. 少年 漫画 Shōnen manga), јесте манга намењена за младу мушку публику. Старосна група варира у зависности од индивидуалних читалаца и различитих часописа, али је првенствено намењен за дечаке узраста од 12 до 18. канџи знак (少年) дословно значи „дечко” (или „млади”), и знак (漫画) значи „цртани” или „стрип”. Дакле, комплетан израз значи „младићев стрип”, или једноставно „дечачки стрип”. Шонен је најпопуларнији облик манге, и женски еквивалент томе је шоџо.

## Резиме
Манге шонен обично одликује доста акције, као и шаљиве радње са мушким протагонистима. Другарство између дечака или мушкараца у спортским екипама, борбеним одредима и слично су често наглашени. Атрактивни женски ликови са претераним карактеристикама су такође чести, као што је Сакура Харуно из Нарута или Нами из серије One Piece (називан и сервис за обожаваоце). Главни ликови често имају жељу да се унапређују.
Овакве манге приказују различите изазове, вештине и зрелост протагонисте истичући, савршенство, строгу самодисциплину, жртвовање због дужности, као и часну услугу друштву, заједници, породици и пријатељима.
Ниједан од ових наведених карактеристика није услов, као што се види у манги шонен Yotsuba&!, коју карактерише женски протагониста и готово је без сервиса за обожаваоце или радње; оно што већином одређује да ли је или не серија шонен су ствари попут часописа који је серијализује или термина у којем се емитује на телевизији. После случаја Цутомуа Мијазакија, серијског убице који је убио четири девојчице, описи насиља и сексуални прикази постали су строго регулисани у мангама генерално, а посебно у шонену. Уметнички стил шонена је генерално мање „цветан” у односу на шоџо, иако то варира од цртача до цртача, неки су цртали и шонен и шоџо.
Различите приче у шонену могу имати различите теме, као што су борилачке вештине, роботи, научну фантастику, спортске, терора, и митолошких бића.

## Неке од популарних шонена
- Dragon Ball
- Yu Gi Oh!
- Boku no Hero Academia
- Shingeki no Kyojin
- Kimetsu no Yaiba
- Shaman King